# Langbathseen
Langbathseen är sjöar i Österrike.   De ligger i förbundslandet Oberösterreich, i den centrala delen av landet, 200 km väster om huvudstaden Wien. Langbathseen ligger 674 meter över havet.
I omgivningarna runt Langbathseen växer i huvudsak blandskog. Runt Langbathseen är det ganska tätbefolkat, med 65 invånare per kvadratkilometer.